# 3992 Wagner
A 3992 Wagner (ideiglenes jelöléssel 1987 SA7) a Naprendszer kisbolygóövében található aszteroida. Freimut Börngen fedezte fel 1987. szeptember 29-én.